# Pseudanthias

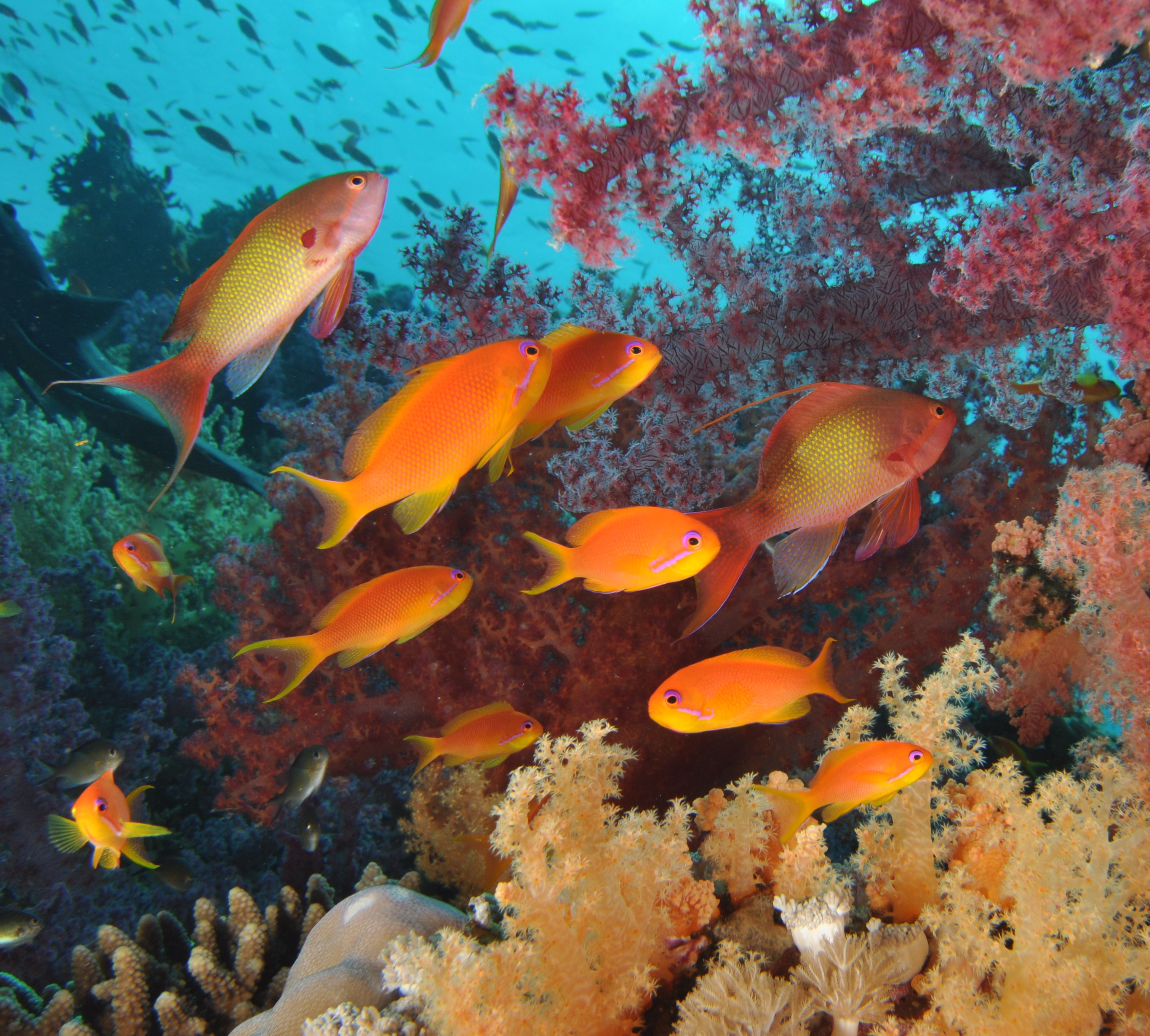
Groep Pseudanthias squamipinnis met oranje vrouwtjes en paarsrode mannetjes

Pseudanthias is een geslacht van de onderfamilie Anthiinae. Fishbase beschrijft 62 soorten die tot dit geslacht behoren Een bekende soort is Pseudanthias squamipinnis.

## Kenmerken
Oudere wijfjes zijn in staat om te veranderen in functionele mannetjes. Bij Pseudanthias squamipinnis onderscheiden mannetjes zich bovendien van wijfjes door een sterk verlengde derde rugstekel (zie illustraties). Mannetjes zijn bovendien paars/roodachtig van kleur, hebben een rode stip op de borstvin en verlengde borstvinnen. Wijfjes zijn kleiner, oranje/goud kleurig met een paarse streep onder het oog.

## Leefwijze
Zij leven van planktonorganismen. Het aantal wijfjes in een school is veel groter dan dat van de mannetjes. Anthias leeft in stabiele groepen van ongeveer vrouwtjes met één dominant mannetje. Mannetjes die een groep vrouwtjes bewaken, maken daarbij vaak snel op neer gaande bewegingen. Mannetjes zonder vrouwtjes vormen soms onderling groepen.

## Verspreiding en leefgebied
Deze vissen komen vaak in grote scholen voor langs de wanden van tropische koraalriffen. Bij gevaar duikt de hele school weg tussen de koraaltakken.

## Soorten
Het geslacht Pseudanthias kent de volgende soorten:
- Pseudanthias albofasciatus (Fowler & Bean, 1930)
- Pseudanthias aurulentus (Randall & McCosker, 1982)
- Pseudanthias bartlettorum (Randall & Lubbock, 1981)
- Pseudanthias bicolor (Randall, 1979)
- Pseudanthias bimaculatus (Smith, 1955)
- Pseudanthias caesiopercula (Whitley, 1951)
- Pseudanthias calloura Ida & Sakaue, 2001
- Pseudanthias carlsoni Randall & Pyle, 2001
- Pseudanthias caudalis Kamohara & Katayama, 1959
- Pseudanthias charleneae Allen & Erdmann, 2008
- Pseudanthias cichlops (Bleeker, 1853)
- Pseudanthias connelli (Heemstra & Randall, 1986)
- Pseudanthias conspicuus (Heemstra, 1973)
- Pseudanthias cooperi (Regan, 1902)
- Pseudanthias dispar (Herre, 1955)
- Pseudanthias elongatus (Franz, 1910)
- Pseudanthias engelhardi (Allen & Starck, 1982)
- Pseudanthias evansi (Smith, 1954)
- Pseudanthias fasciatus (Kamohara, 1954)
- Pseudanthias flavicauda Randall & Pyle, 2001
- Pseudanthias flavoguttatus (Katayama & Masuda, 1980)
- Pseudanthias fucinus (Randall & Ralston, 1985)
- Pseudanthias georgei (Allen, 1976)
- Pseudanthias heemstrai Schuhmacher, Krupp & Randall, 1989
- Pseudanthias hiva Randall & Pyle, 2001
- Pseudanthias huchtii (Bleeker, 1857)
- Pseudanthias hutomoi (Allen & Burhanuddin, 1976)
- Pseudanthias hypselosoma Bleeker, 1878
- Pseudanthias ignitus (Randall & Lubbock, 1981)
- Pseudanthias kashiwae (Tanaka, 1918)
- Pseudanthias leucozonus (Katayama & Masuda, 1982)
- Pseudanthias lori (Lubbock & Randall, 1976)
- Pseudanthias lunulatus (Kotthaus, 1973)
- Pseudanthias luzonensis (Katayama & Masuda, 1983)
- Pseudanthias manadensis (Bleeker, 1856)
- Pseudanthias marcia Randall & Hoover, 1993
- Pseudanthias mooreanus (Herre, 1935)
- Pseudanthias nobilis (Franz, 1910)
- Pseudanthias olivaceus (Randall & McCosker, 1982)
- Pseudanthias parvirostris (Randall & Lubbock, 1981)
- Pseudanthias pascalus (Jordan & Tanaka, 1927)
- Pseudanthias pictilis (Randall & Allen, 1978)
- Pseudanthias pleurotaenia (Bleeker, 1857)

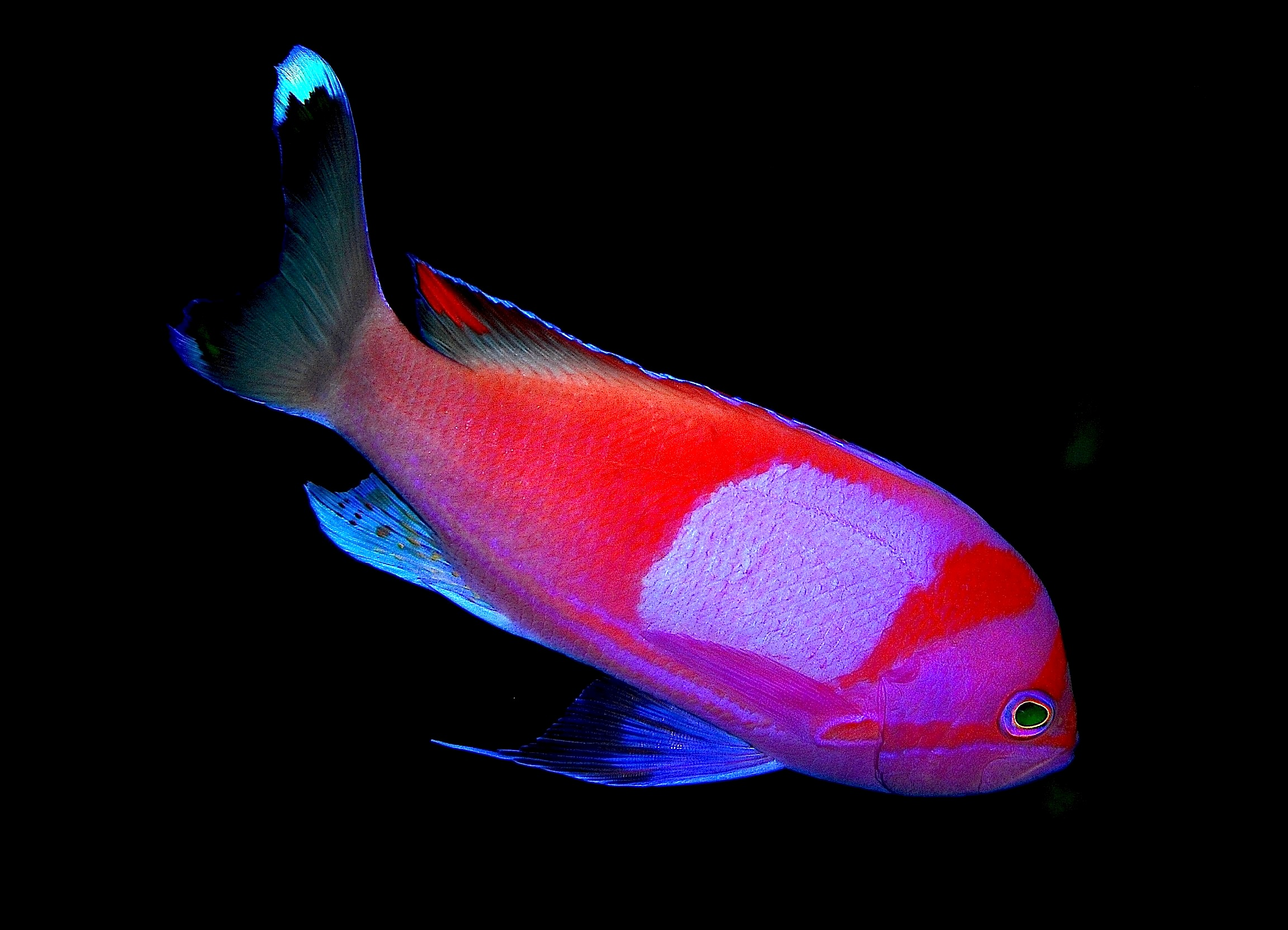
Pseudanthias pleurotaenia

- Pseudanthias privitera Randall & Pyle, 2001
- Pseudanthias pulcherrimus (Heemstra & Randall, 1986)
- Pseudanthias randalli (Lubbock & Allen, 1978)
- Pseudanthias regalis (Randall & Lubbock, 1981)
- Pseudanthias rubrizonatus (Randall, 1983)
- Pseudanthias rubrolineatus (Fourmanoir & Rivaton, 1979)
- Pseudanthias sheni Randall & Allen, 1989
- Pseudanthias smithvanizi (Randall & Lubbock, 1981)
- Pseudanthias squamipinnis (Peters, 1855)

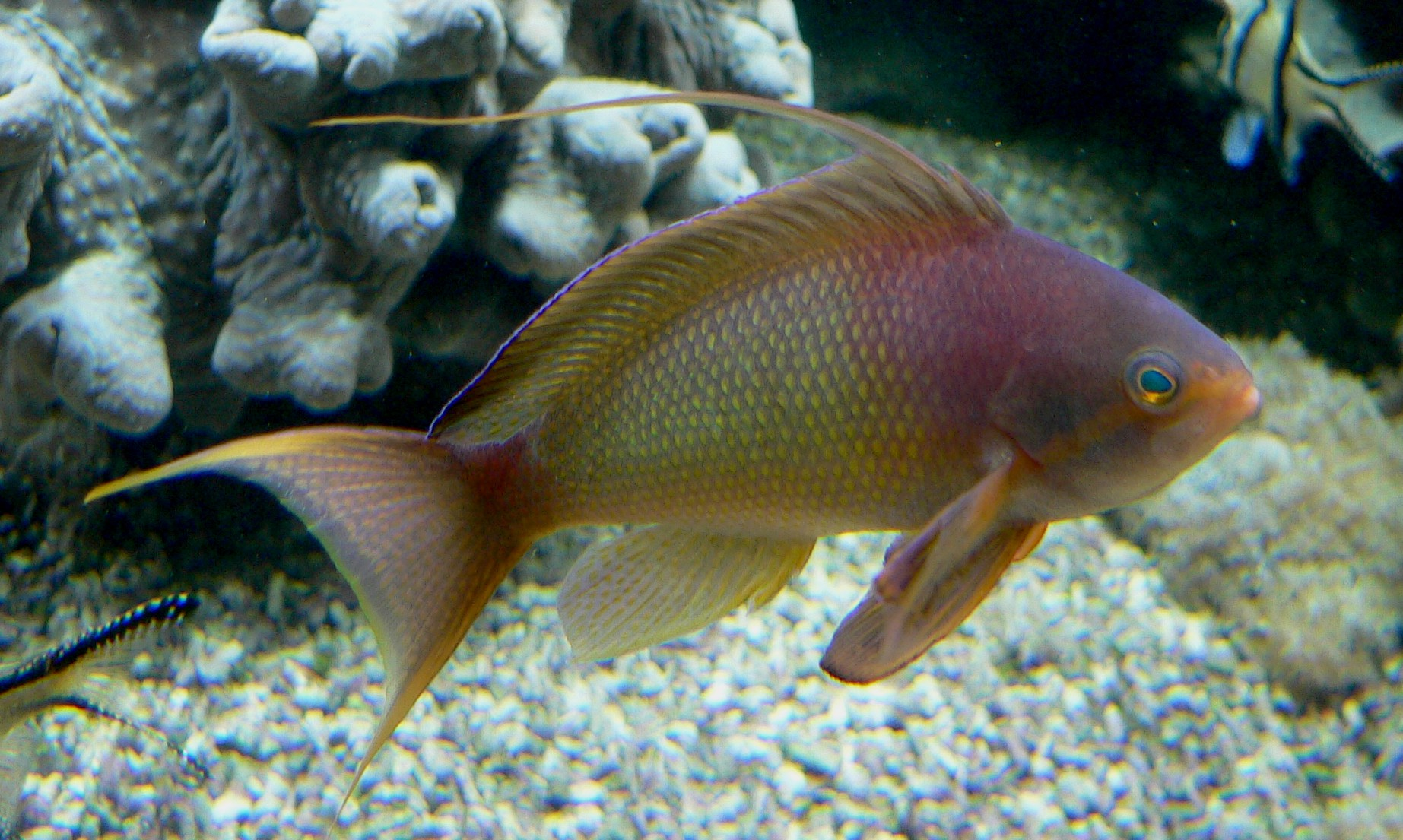
Pseudanthias squamipinnismannetje

- Pseudanthias taeniatus (Klunzinger, 1884)
- Pseudanthias taira Schmidt, 1931
- Pseudanthias thompsoni (Fowler, 1923)
- Pseudanthias townsendi (Boulenger, 1897)
- Pseudanthias truncatus (Katayama & Masuda, 1983)
- Pseudanthias tuka (Herre & Montalban, 1927)

- Pseudanthias venator Snyder, 1911

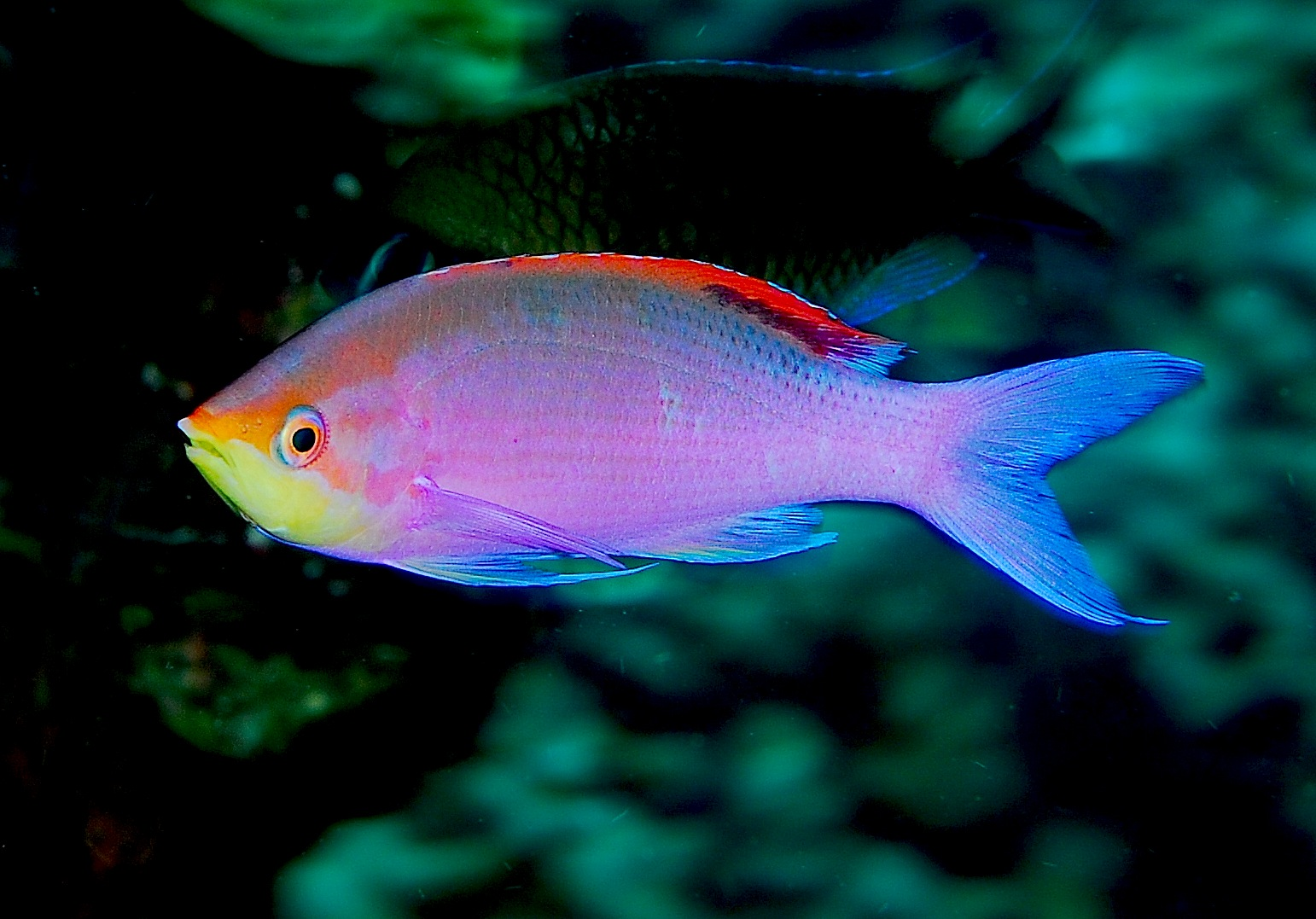
Pseudanthias tuka

- Pseudanthias ventralis hawaiiensis (Randall, 1979)
- Pseudanthias ventralis ventralis (Randall, 1979)
- Pseudanthias xanthomaculatus (Fourmanoir & Rivaton, 1979)